# 小川平吉
小川 平吉（おがわ へいきち、1870年1月2日〈明治2年12月1日〉 - 1942年〈昭和17年〉2月5日）は、日本の政治家、弁護士。号は射山。東京府平民。
衆議院議員、国勢院総裁､司法大臣、鉄道大臣等を歴任した。警視総監を務めた斎藤樹は娘婿、宮沢喜一は孫にあたる。

## 概要
1892年（明治25年）弁護士となり、1901年（明治34年）近衛篤麿に従って上海の東亜同文書院創立に参画。1903年（明治36年）衆議院総選挙に出馬当選、以来当選10回。
日露主戦論の急先鋒となった。日比谷焼打事件が起きた1905年（明治38年）9月5日の国民大会の主催者8名の1人であったことなどから芝警察署に検挙されたが無罪。
政友会に入り同会幹事長を経て1920年（大正9年）原敬内閣の国勢院総裁。1925年（大正14年）に加藤高明内閣の司法大臣となり、渡辺千秋、山岡萬之助、赤池濃、北昤吉（北一輝の弟）らと共に『日本新聞』の再発行を開始し「日本主義」を主張した。
1927年（昭和2年）田中義一内閣の鉄道大臣。1929年（昭和4年）五私鉄疑獄事件、売勲事件に連座して逮捕され、1936年（昭和11年）懲役2年で入獄。政界を引退。1940年（昭和15年）恩赦。
1941年（昭和16年）7月、胆石病を患い東京都赤坂区の自宅にて療養生活に入る。1942年（昭和17年）2月5日に死去。享年74歳。葬儀は頭山満が葬儀委員長となり、同年2月9日に愛宕の青松寺で行われた。

## 日比谷焼打事件扇動疑惑（無罪）
1905年9月5日、日比谷焼打事件の首謀者の1人として同日午後、兇徒嘯聚罪（明治13年刑法第137条）により検挙される。同日、東京地裁検事局は暴動計画教唆の証拠は全くないとして小川も釈放したが、芝警察署は捜査を経て他5名とともに立件し、11月10日に起訴が行われた。東京地裁第一刑事部の裁判長今村恭太郎、陪席判事深川田次郎、同岡慶治、検事安住時太郎、杉本時三郎のもとで、翌年2月26日から4月11日まで11回にわたって公判が行われた。4月21日に無罪が言い渡され、控訴がなかったため無罪が確定した。

## 経歴

### 生い立ち

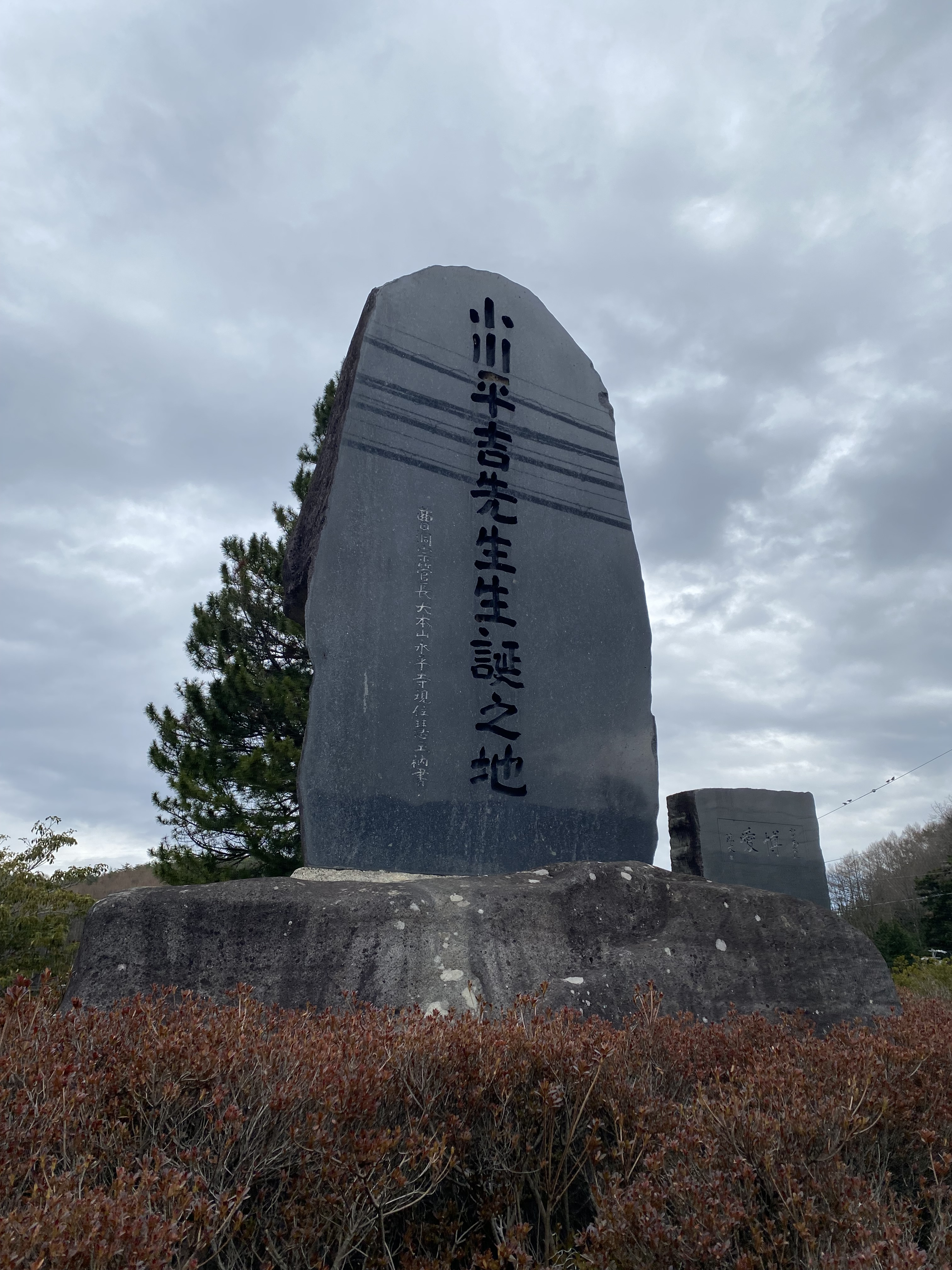
小川平吉誕生の地に建つ石碑

信濃国諏訪郡御射山神戸村（現・富士見町）出身。呉服商人・小川金蔵の三男。少年時代から腕白坊主だった。小学校時代、御射山神戸の瑞雲寺が教室に充てられたが、平吉は御本尊を抱いて歩いて教師を困らせた。
11歳の時に諏訪明神上社へ仲間と遊びに行って大喧嘩をしたときは、2つも3つも年上の子供がいたが小川が総大将になった。いったん逃げて坂の上に隠れた小川らは、追ってきた上社勢を一人ずつ石でねらい打ちしてやっつけた。やられた上社勢の親は、4km以上離れた茅野市木舟まで追ってきたが逃げのびた。その時の石投げの命令、逃げ道の選び方は、のちまで語り草になっている。
14歳のとき、勉強がしたくて「草刈りに行く」と野良へ出たまま上京。途中、甲府の旅館で家人につかまったが、とにかく行動的だった。
上京して明治法律学校や東京大学古典講習科に入学したが中退。父兄から官吏になることを期待され、司法省正則法律学校（東京大学予備門へ合併され、後に第一高等中学校と改称される）に入学。
1889年（明治22年）帝国大学法科大学仏法科（現・東京大学法学部）へ進学、1892年（明治25年）卒業。元首相の若槻禮次郎は同期である。卒業後、代言人（翌年弁護士法が施行され弁護士になる）となり、同年に分家して一家を創立。

### 衆議院議員

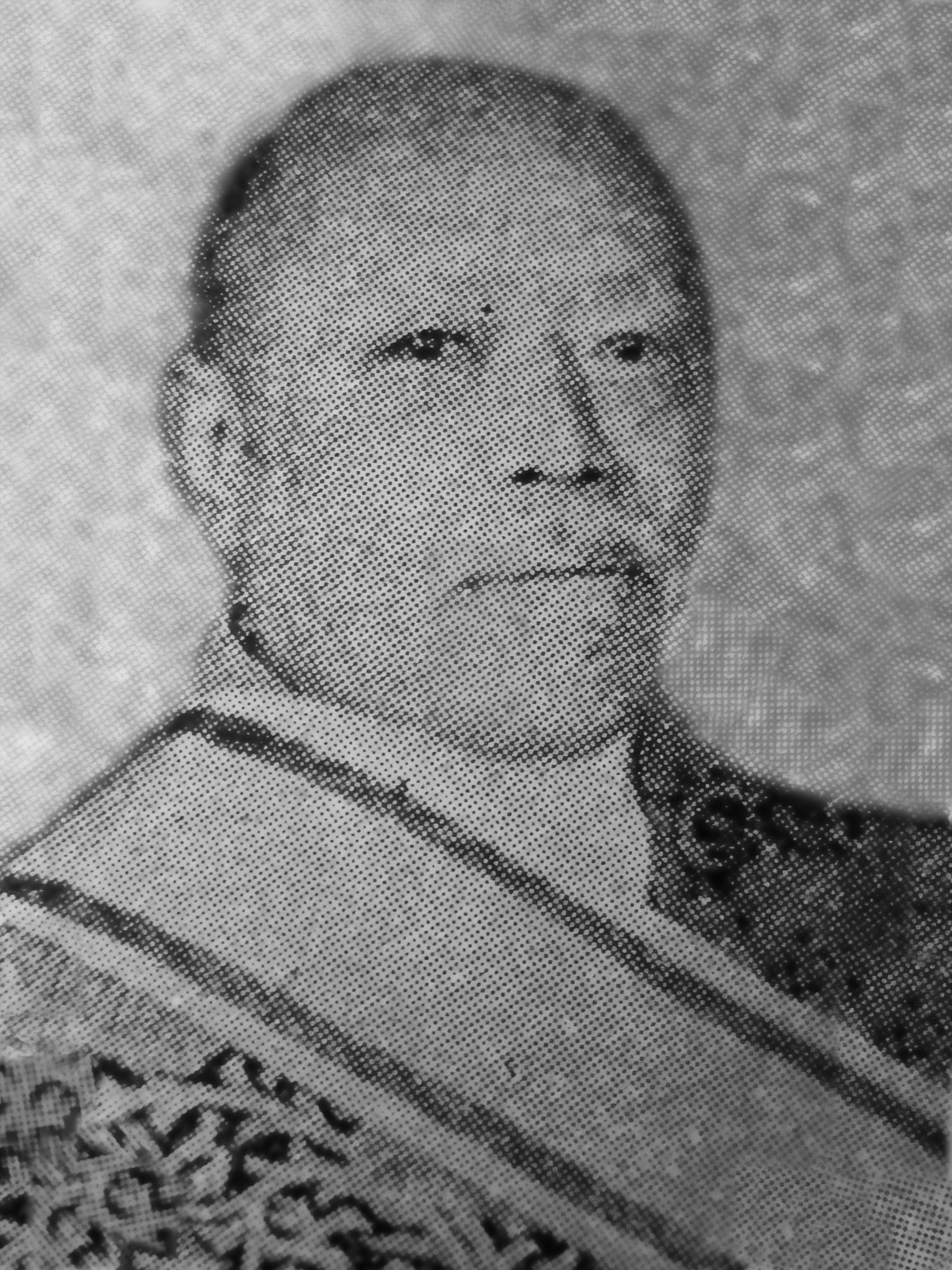
小川平吉（衆議院議員時代）

1900年（明治33年）、立憲政友会の結成に参加。
政界初出馬は1902年（明治35年）8月の第7回衆議院議員総選挙で、郡部から立候補し落選した。当時の平吉は貧乏弁護士で木綿の紋付しか持ち合わせはなく、これを見た友人の矢守一太郎が気の毒に思い、自分のフロックコートを脱いで着せた。借り着のダブダブのフロックコートを着て街頭へ出たところ「かかしの化け物が来た」と陰口を叩かれたが、珍妙な服装にもかかわらず演説では堂々と天下国家を論じ、その抱負を述べて一躍人気となった。開票結果は1473票で、わずか37票差で落選した。
翌1903年（明治36年）3月の第8回衆議院議員総選挙に立候補して初当選。伊藤博文総裁と政見が合わず一時政友会を脱党する。
国粋主義者であった小川は、日露戦争前の議会では主戦運動の先鋒となり、1905年（明治38年）9月には日露講和条約締結に「戦いに勝ちながら屈辱的講和をなすとは何事だ」と強い反対を唱えて日比谷焼打事件を引き起こす発端を作り、河野広中、大竹貫一らとともに逮捕されるが証拠不十分で無罪となった。
1910年（明治43年）に政友会へ復党。1915年（大正4年）に政友会幹事長となる。
1923年12月27日の虎の門事件（天皇暗殺未遂）の翌日に思想団体青天会を発起し、また北昤吉と共に『日本新聞』を主宰して国粋主義を提唱した。青天会と『日本新聞』は不離の関係で、双方の会員であった者は、井上哲次郎、五百木良三、阪東宣雄、花井卓蔵、蜷川新、本多熊太郎、頭山満、大木遠吉、大島健一、東条英機、若槻礼次郎、鎌田栄吉、原嘉道、永田鉄山、荒木貞夫、永田秀次郎、筧克彦、川島卓吉、上杉慎吉、近衛文麿、北里柴三郎、金杉英五郎、江木千之、平沼騏一郎、星野錫、長崎英造、鈴木梅四郎、若宮卯之助、綾川武治（国本社）、中谷武世、下位春吉等がいる。
小川は韓国併合にも積極的に動き、韓国統監伊藤博文に対して、河野広中、大竹貫一、頭山満、国友重章、五百木良三と共に「日韓併合建議」を提出し、日韓合邦を提議した。第一次世界大戦後に左翼思想が盛んになると、これに対抗して治安維持法の制定を図った。同法制定にあたっては「無辜の民にまで及ぼすという如き事のないように充分研究考慮を致しました」「決して思想にまで立ち入って圧迫するとか研究に干渉するという事ではない」と貴族院で答弁した。
1925年（大正14年）第1次加藤高明内閣（護憲三派内閣）の司法大臣に就任。この法相就任は横田千之助法相の死去に伴う後任人事によるもので、その間4日間だけ高橋是清農商務大臣が臨時兼任していた。同年4月に治安維持法を成立させ、8月2日に退任した。
1926年には野党立憲政友会議員として、大逆罪となった朴烈事件に対する取り締まりが甘く国体観念も薄いとして、森恪とともに与党憲政会の若槻内閣を追及し、帝国議会を空転させた。

### 鉄道大臣

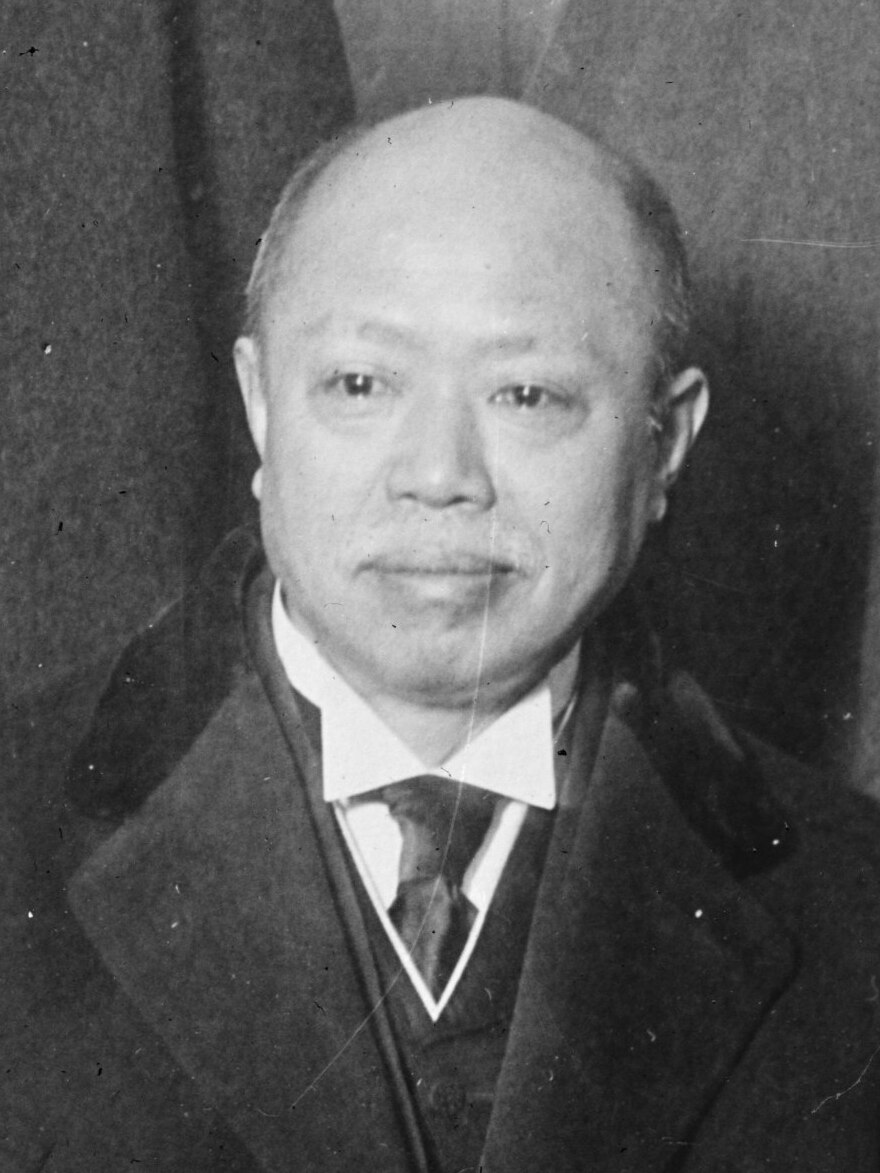
小川平吉（1929年）

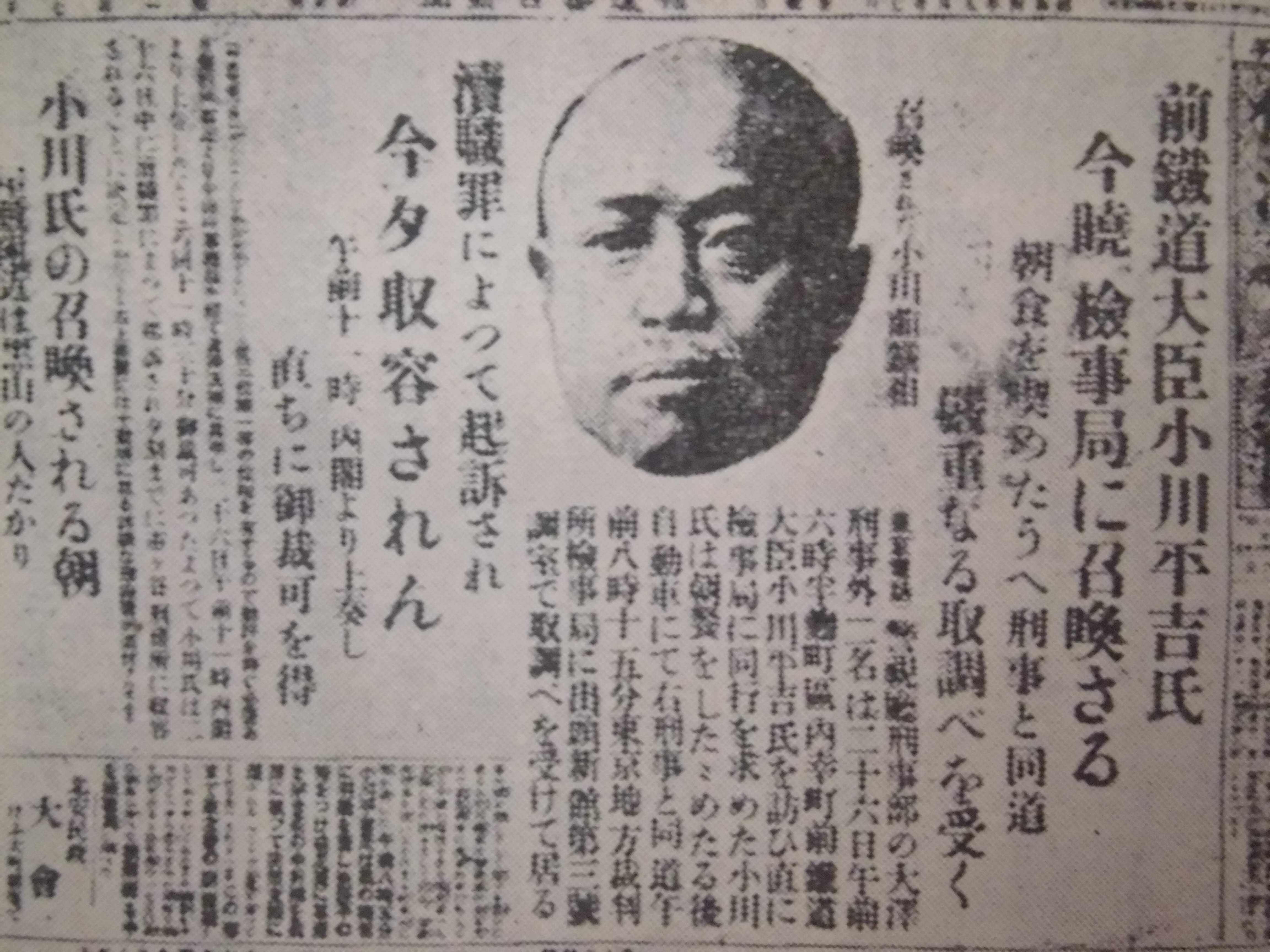
小川召喚を報道した信濃毎日新聞
（1929年（昭和4年）9月27日）

1927年（昭和2年）田中義一内閣の鉄道大臣に就任。在任中は、それまで左書きだった駅名標をすべて右書きに改め、説明のローマ字を廃止して「国粋大臣」の異名をとった。また、発音に沿った駅名表記を旧仮名遣いに戻した。
小川は鉄道大臣辞任の2か月後、1929年（昭和4年）に5つの私鉄買収にからむ収賄事件（五私鉄疑獄事件）で起訴され、市ヶ谷刑務所へ留置された。
1933年（昭和8年）5月16日、東京地方裁判所で無罪の判決を受けるものの検察が控訴、1934年（昭和9年）11月17日、東京控訴院が懲役2年の判決。1936年（昭和11年）9月、大審院で懲役2年の判決が確定して従三位を失位、勲一等及び韓国併合記念章、第一回国勢調査記念章、大礼記念章（大正/昭和）、帝都復興記念章を褫奪され、政界から引退した。
中村勝実著『信州の大臣たち』56頁によれば、「大臣在任中の二年間に、二百近い私鉄の営業許可を与え、そのうえ田中義一内閣が瓦解する直前にもその置き土産といって、十数本の私鉄敷設を許可した。しかもそのほとんどが、国鉄や私鉄他社の並行線だったので、とかくの噂を呼んだ。」という。特に田中義一内閣瓦解直前の時期に集中して乱発された路線敷設免許の大盤振る舞いは、名阪間で最終的に直接競合することになる路線を構成する2社線に対して同時に認可を与えるなど、交通政策上も矛盾した杜撰極まる内容であり、空前の愚策であるとして各方面の非難を浴びた。

### 晩年
1942年（昭和17年）2月5日死去、74歳。葬儀委員長は頭山満が務めた。
東京朝日新聞は小川の死亡記事に2段という破格の見出しを付け、右翼の大立て物である頭山満の談話を載せた。頭山は「小川君は日本精神で終始一貫した人だった。私との交友は随分古いことだが、日露戦争が避けがたい情勢となった時大隈、伊藤、松方などでは腰が弱くていかんというので近衛公（文麿）の先代篤麿公を首班に征韓内閣を樹立しようと小川君らと骨を折ったものだ。不幸、篤麿公は早世されたために事成らなかったが、小川君はそのころから尊敬すべき国士だった…」と述べた。

### エピソード
臨時議会の時、小泉又次郎に速記台下で殴り飛ばされそうになったことがある。1922年（大正11年）2月17日付の『中外日報』に「代議士武勇列伝」と題するコラム記事が出ている。
「武勇列伝とは余り酷だ、我々だって武を標榜して選良になった訳じゃない、文に依って生きんとして選良になったと云うのに…とは昨日の衆議院の二階廊下で中島鵩六さんがあの大きな太鼓腹を突き出しての仰せであった。で、次は野党側へと眼鏡を向けよう…まあず野党の議席を見渡して何時も金仏様のように黙然と控え、然も一朝事あるときは何事かを引起さん面構えをしているのに吉田磯吉親分がある。磯吉親分は、人も知る炭鉱太郎として九州に大縄張りを持ち、今幡随院の名さえある人だけに、勇に於いては、他に匹敵する人はあるまいと云うから、未来の選良になろうとする者の好典型だろう。・・・・・続いては、臨時議会の時、国勢院総裁小川平さんを速記台下で殴り飛ばそうとして、一大波瀾を捲起した三浦郡の大親分小泉又次郎さんで、一肌脱げば倶利伽羅紋々の凄い人である。・・・」
親分議員が吉田磯吉一人ではなく、与野党に数多くいたことがこのコラム記事から理解できる。この時代の政界には「暴をもって暴を制す」理論が公然とまかり通っていたわけで、まさに政治家たるものは「腕前がなければならぬ」のであった。
平吉には「タコ入道」「オガ平」「ズル平」といったあだ名がつけられていた。

## 栄典
位階
- 1927年（昭和2年）12月15日 - 従三位[24]
  - 1936年（昭和11年）9月19日失位

勲章等
- 1921年（大正10年）7月1日 - 第一回国勢調査記念章[25]
- 1927年（昭和2年）11月29日 - 勲一等瑞宝章
  - 1936年（昭和11年）9月19日全て褫奪

## 家族・親族

### 小川家
（長野県諏訪郡富士見町、東京都）　

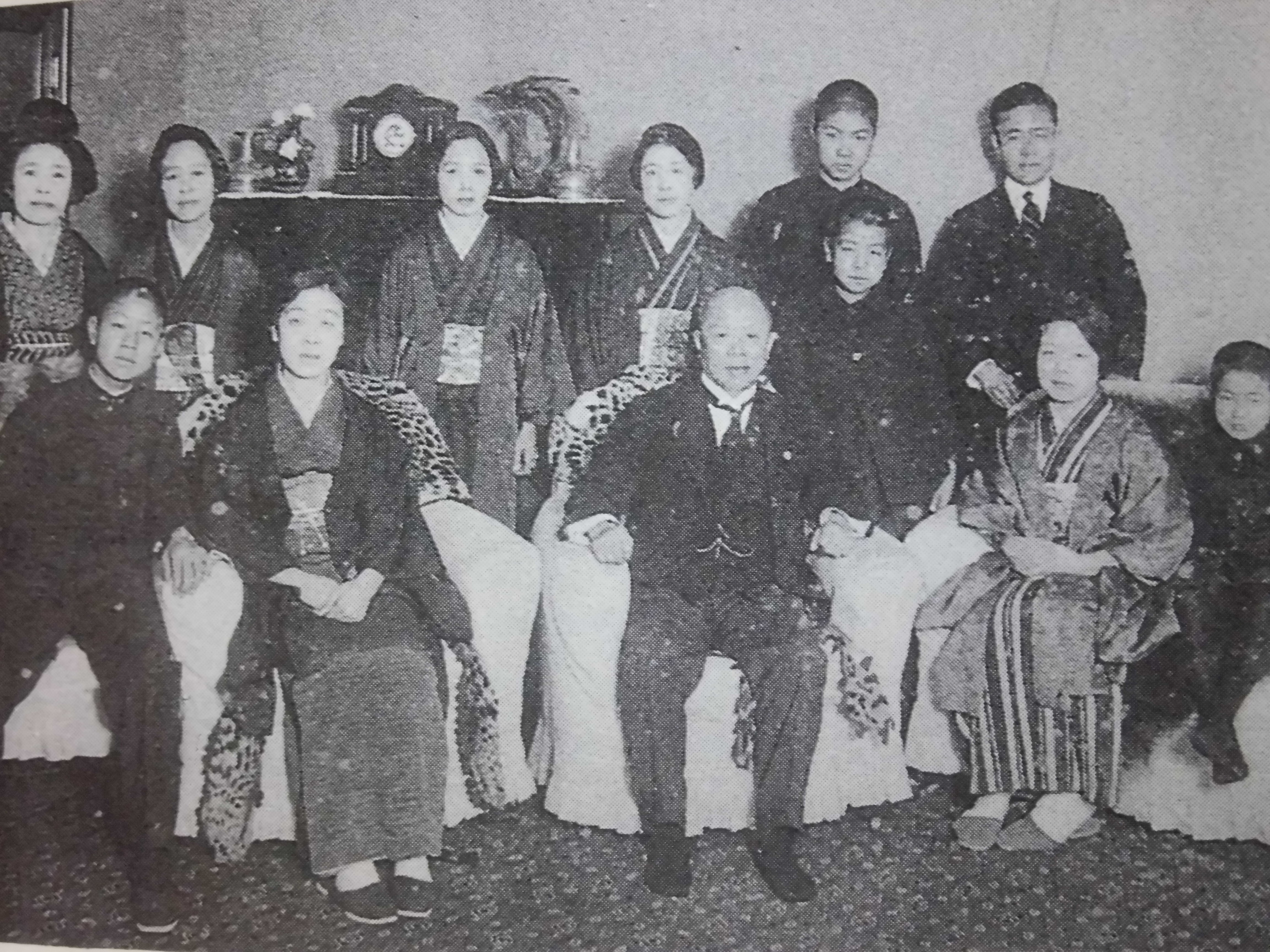
小川家の人々
前列左より三平、せき（平吉夫人）、平吉、悦子、平五。後列左よりせい、こと（宮澤喜一の母）、てい、かつ、平二、平四郎、一平

- 小川一族について、佐藤朝泰の著書『豪閥 地方豪族のネットワーク』442-457頁によれば、

 閨閥地図を広げれば、新旧の政治家、高級官僚、財界人の名がキラ星のごとく輝いている。地図上には歴代総理大臣が四人。地図をもう少し広くとれば、この倍以上にはすぐ増える。だが小川姓の総理がいるわけでない。輝く星の一つ一つがそれぞれ大きな星座を形成している。たとえていえば、有力家系を縦横に繋げる真綿や星雲のような一族なのである。政界人なら元首相宮澤喜一や鈴木善幸、古くは林銑十郎や吉田茂。閨閥地図をもう少し広くとれば、鳩山一郎、岸信介･佐藤栄作兄弟などにも繋がる。小川一族がこのような存在になったのは、女系の強さにもよるから、字義どおりの大閨閥なのである。この大閨閥の源は信州の諏訪。戦前の代議士、司法大臣･鉄道大臣などを歴任した小川平吉だ。この人が大閨閥の真綿の大元、つまり繭玉である。
という。
- また、財界人との繋がりに関して言えば三菱の創業者一族・岩崎家との姻戚関係がある。
『昭和人名辞典 第1巻 東京篇』（1942年10月5日に帝国秘密探偵社から発行された『大衆人事録』第14版を底本として編纂された）524頁によると、小川平吉の長男・一平の妻は市川毛織（現・イチカワ）顧問の杉本甫（当時は日本勧業銀行員）の姉である。同書には杉本の妻は岩崎康弥（三菱財閥の創業者・岩崎弥太郎の三男で地球科学者・岩崎泰頴の祖父）の三女とあることから、小川家は杉本家を通じて岩崎家とも繋がっているのである。

- 父・金蔵（呉服商人）
- 兄・金治（実業家）
  - 同長男・一郎（実業家）　
  - 同長女・えい（長野県、細川鳥角の長男で郷土史研究家・隼人の妻）
  - 同二男・三郎（元慶応堂病院 院長）
  - 同二女・たつ（長野県士族・細川直行の長男・玖琅の妻）[26]。
- 弟・脩平（実業家、政治家）
- 先妻・きん（群馬県、書家、政治家金井之恭の長女）
- 後妻・せき（熊本県、三菱社員、野中熊彦の妹）
- 長男・一平（実業家、政治家）
  - 同妻・俊子（杉本甫の姉）
  - 同長男・元（政治家）
- 二男・平二（政治家）
- 三男・三平
- 四男・平四郎（外交官、在香港総領事、在デンマーク全権大使、在中華人民共和国全権大使）
中国との国交回復後、初代の中国大使となったほどの中国通である[27]
- 五男・平五（東京、砂糖問屋堤甲子三の婿養子）
  - 同娘・敦子（岩手県、政治家鈴木善幸（元首相）の長男で衆議院議員鈴木俊一の妻）
- 長女・せい（内務官僚井上政信（元兵庫県警察部長）の妻）

- 二女・こと（広島県、政治家宮澤裕の妻）

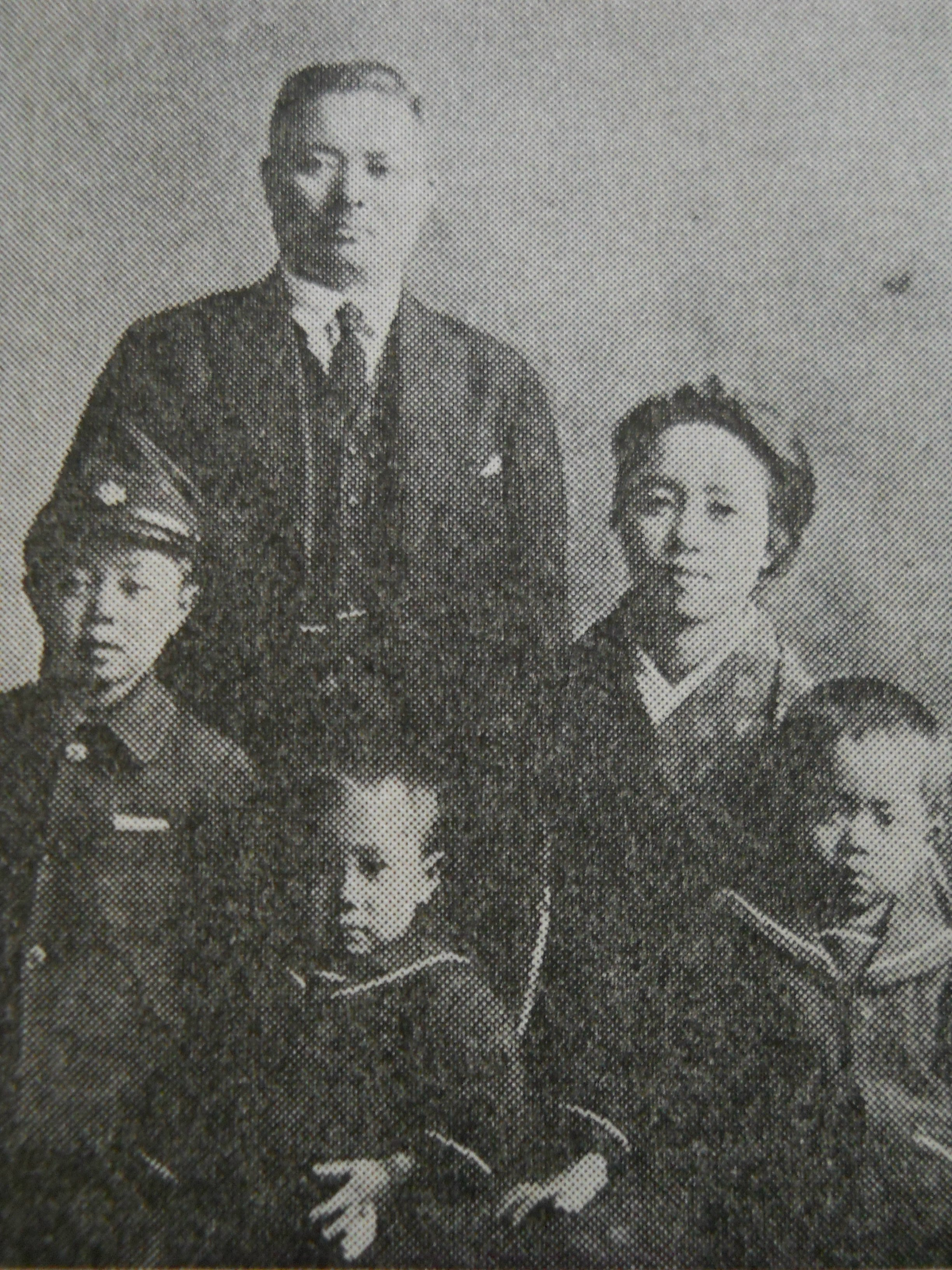
宮澤家の人々

  - 同長男・喜一（大蔵官僚、政治家・首相）関東大震災後、平塚の別荘「花水庵」で過ごす。
  - 同二男・弘（内務官僚、政治家・広島県知事、参議院議員）
    - 弘の長男・洋一（大蔵官僚、 経済産業大臣）

  - 同三男・泰（外交官）
- 三女・てい（内務官僚斎藤樹（元警視総監）の妻）
  - 同長男・吉彦
    - 同妻・禌子（石川県、軍人・政治家林銑十郎（陸軍大将、首相）の娘）

  - 同長女・恭子（大蔵官僚・谷村裕（大蔵事務次官、東京証券取引所理事長、公正取引委員会委員長、東京証券取引所理事長）の妻）
  - 同二男・正彦（数学者・東大名誉教授）
  - 同三男・邦彦（外務事務次官、駐米国大使）
- 四女・カツ
- 五女・悦子